# 写真編集

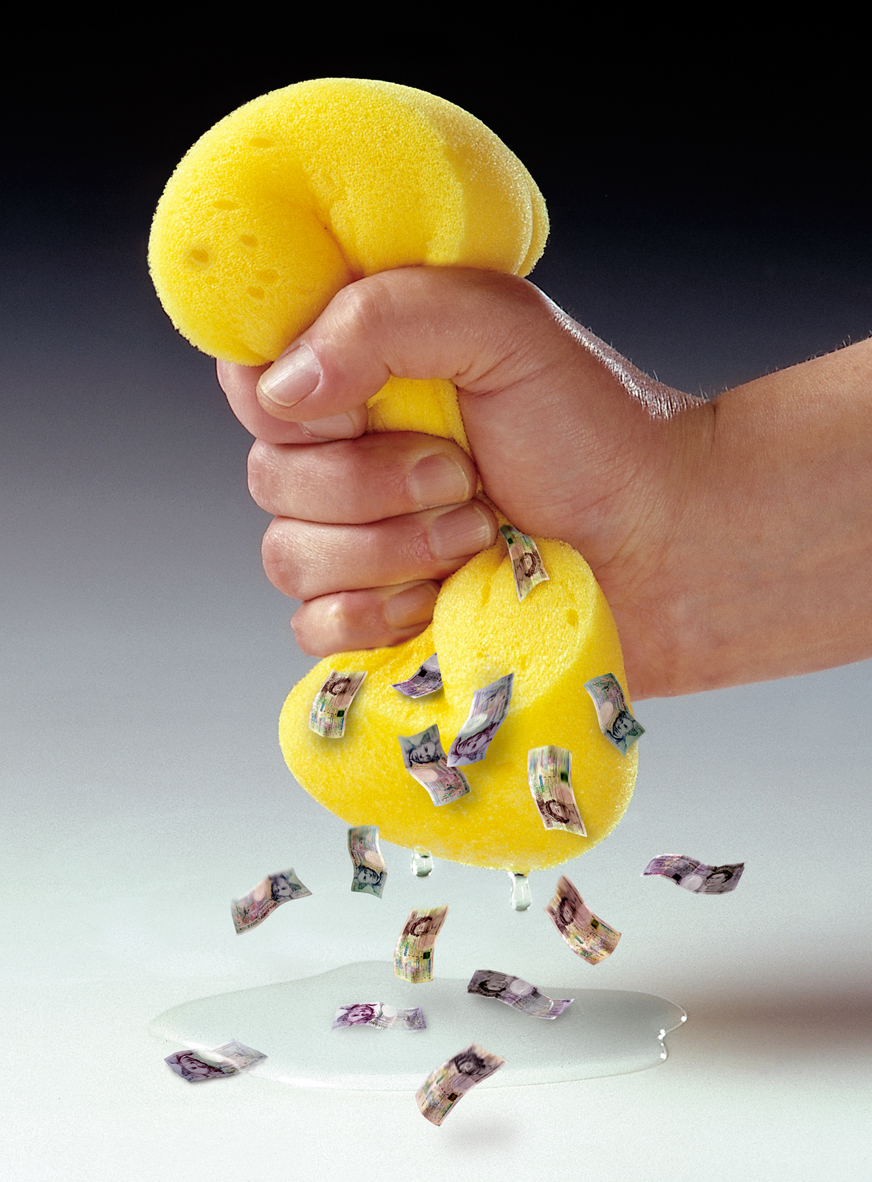
編集ソフトウェアで合成・編集された写真

写真編集（しゃしんへんしゅう、英語: photo editing）とは、アナログ（銀塩写真）、デジタル（デジタル写真）を問わず、写真画像を修整する技法を意味する。
フォトレタッチ（photo retouch）とも呼ばれる。これを職業とする人をレタッチャーという。英語発音からの他のカタカナ表記でフォトリタッチやリタッチャー（retoucher）と呼ぶ場合もある。

## 概要

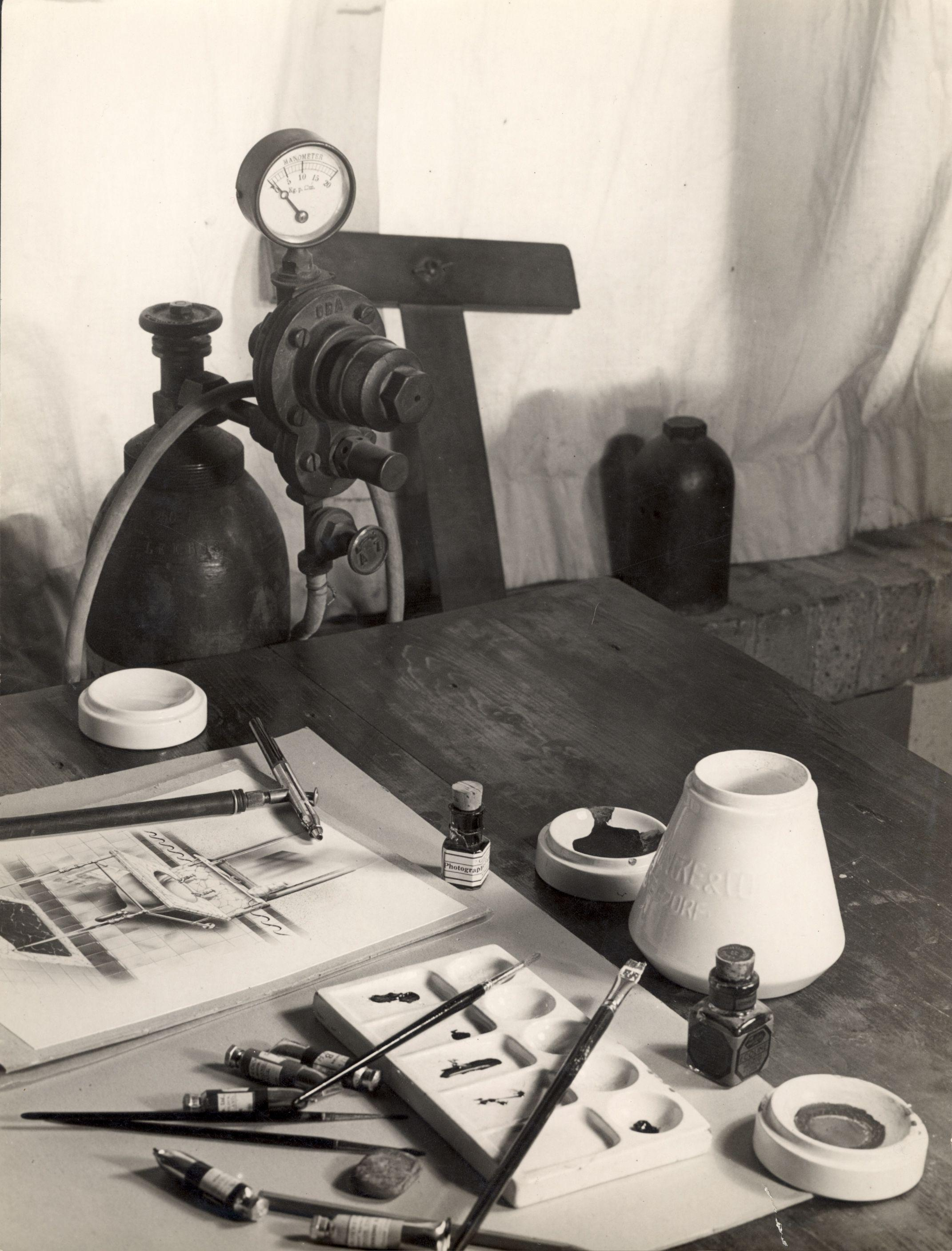
写真編集にかつて使われていた道具

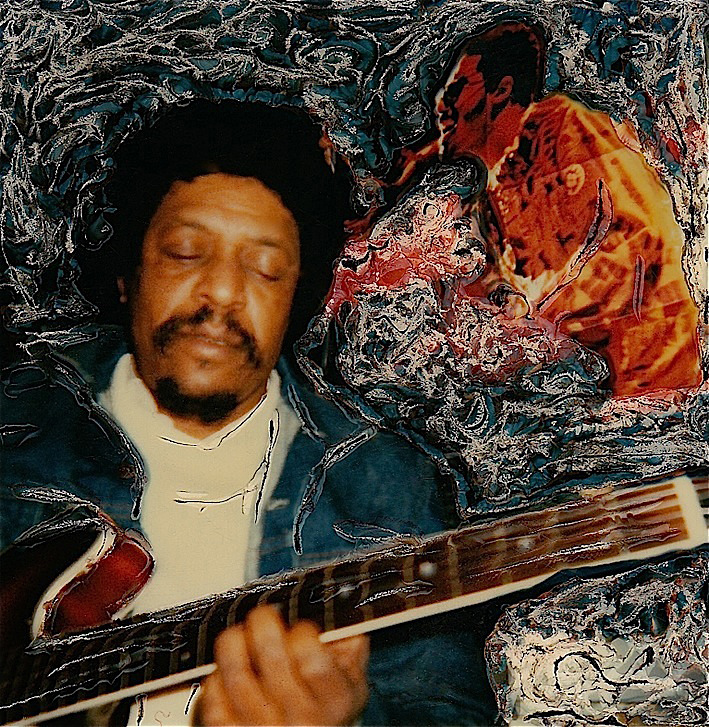
アウグスト・デ・ルカ『ポラロイド』、1986年

コンピュータ以前の写真編集は、インクや塗料を加筆 (retouch) したり、二重露光したり、写真やネガフィルムを暗室で繋ぎ合わせたり、ポラロイド写真を引っかいたりして行われた。エアブラシも使われていた。英語ではエアブラシによる写真編集を "airbrushing" と呼んだ。
記録にある最初の写真編集の例は1860年代初頭のことで、ジョン・カルフーンの肖像の身体とエイブラハム・リンカーンの座っている写真（マシュー・ブレイディ撮影）の顔部分を繋ぎ合わせ、立っているリンカーン像にしたものである。
デジタル写真編集に比べ、暗室での写真編集は単なる技能というより芸術的才能が要求された。その技法はデジタルの場合とほぼ同様だが、同じような効果をもたらすには遥かに難しいスキルを要求される。
1980年代には、Quantelのコンピュータとその上で動作するPaintboxやScailexという専用ワークステーションが登場し、デジタル写真編集が可能となった。1980年代後半にはシリコングラフィックスのワークステーション上で動作するBarco Creatorが登場し、その後各社が画像編集ソフトウェアを発売した。2000年代以降はアドビ社のAdobe Photoshopが市場をほぼ独占し、事実上の標準（デファクト・スタンダード）となっている。
コンピュータ、デジタルカメラ、グラフィックスタブレットなどの出現により、写真編集という用語はコンピュータ上の作業についてより多く指すようになった。デジタル編集では、デジタルカメラやスマートフォンなどで撮影した写真を直接コンピュータに取り込む。デジタルデータがない場合は、リバーサルフィルムやネガフィルム、あるいは印画紙に焼き付けられた写真をイメージスキャナでデジタイズする。画像編集に使用するグラフィックソフトウェアでは、各種効果を適用し様々な技法で画像を改変できる。ストック写真データベースを利用することもできる。
写真編集は非常に微妙なもの（色調やコントラストの修正など）から、大胆な編集（頭と体を挿げ替えたり、サインを書き換えたり）まである。場合によっては、写真編集後の結果は編集前と比較すると似ても似つかない画像となっていることがある。

## 政治的・倫理的問題
写真編集は写真が誕生した時代から行われてきた。アメリカ南北戦争の頃には、写真は複数のネガフィルムから彫版として出版されていた。写真は社会的に見れば本質的に写実性を備えている。そのため、写真編集は見る者を騙して納得させるために行われたり、物語性や判りやすさを強調するために行われることがある。誰かを騙そうとする意図をもって写真編集することで、それが改竄とみなされ政治的・倫理的に問題視されることもある。
ヨシフ・スターリンはプロパガンダ目的で写真を改竄させていたと言われている。1920年5月5日、前任者ウラジーミル・レーニンがソビエト軍への演説を行った際、レフ・トロツキーも出席していた。スターリンはそのときの写真を改竄させ、トロツキーが出席していなかったように見せた。またNKVDのリーダーであったニコライ・エジョフはスターリンと共に写真に撮影されたことがあるが、1940年に処刑されるとその写真が改竄された。これらは一種のダムナティオ・メモリアエ（記録の破壊）である。
写真のニュース価値を高めるために写真編集を行った最初のジャーナリストとして、1920年代のベルナール・マクファデンと彼の合成写真が有名である。
1930年代、ジョン・ハートフィールドはナチのプロパガンダへの批判として、フォトモンタージュと呼ばれる写真編集技法を使用した。
現代のデジタル・フォトモンタージュのスタイルと技法は、特にイギリスのデザイン・グループであるヒプノシスによるシュルレアリスム的なアルバムカバー写真により、1960年代末には予期されていた。
スーザン・ソンタグは『On Photography』（1977年、邦題は『写真論』）の中で、写真における客観性および客観性の欠如を論じている。
2020年代になって、AIがディープラーニングによって生成した架空の人物の写真が、複数の宣伝サイトにおいて、実在の人物であるかのように装い宣伝に悪用されていることが判明している。

### 倫理的理論の提案
画像の改竄については、いくつかの倫理的理論が提案されている。
How to Do Things with Pictures において、William Mitchell は写真の改竄の長い歴史を詳説し、批判的にそれを議論している。
画像改竄の倫理を主題とした討論で、Aude Oliva は写真編集が改竄とみなされるには明確なシフトが必要だと想定した。
Image Act Theory において、Carson Reynolds は言語行為論を写真編集と改竄に拡大適用した。

### 報道写真の編集
1982年に『ナショナルジオグラフィック』誌の表紙写真の編集が論争となった。編集者は表紙に収まるように2つのエジプトのピラミッドの距離を縮めてしまったのである。この件で報道における写真編集の妥当性が議論されるようになった。反対派は、その雑誌が現実には存在しないものをあたかも存在しているかのように描写していると主張した。その後も同様の問題はいくつか発生している。例えば、アメリカの女性雑誌『Redbook』表紙にシェールの写真が使われたとき、彼女の笑顔とドレスが修正されていた。
また、2005年にマーサ・スチュワートが釈放されたとき『ニューズウィーク』誌の表紙を飾ったが、それには彼女の顔をスリムな女性の体に繋ぎ合わせた写真を使って、刑務所で減量したことを示そうとした。
写真編集に関する他の論争として、人種差別も絡んだ問題が1994年夏に発生した。O・J・シンプソンが申し立てにより彼の妻と彼女の友人を殺した容疑（O・J・シンプソン事件）で逮捕されると、複数の出版物が彼の顔写真を掲載した。このとき『タイム』誌が写真に修正を加えて顔色がより黒く見えるようにして、囚人ID番号を小さくした。この雑誌は修正されていない同じ写真を使った『ニューズウィーク』誌と並んで売られたため、その違いが際立つ結果となった。
2006年のレバノン侵攻の際に、アドナン・ハジという記者が行った写真改竄の例がある。彼は写真を改竄して爆煙を本物より大きくしたり、閃光を複写してミサイルの数を増やしたり、空爆とは関係のない建物破壊写真で損害を過大に見せたりし、そのことがブロガーによって指摘され、大手新聞社からの批判を巻き起こした。
2007年には、ピューリッツァー賞候補にもなった写真家Allan Detrichは、彼がこれまで発表してきた写真の多くが改竄されたものだったことが発覚して職を追われた。
画像の改竄は日常茶飯事となりつつあり、そのために一般大衆は常に提示された写真が本物かどうかを疑うようになってきた。デジタル写真が主流となった現代では、雑誌などのマスメディアにおいてAdobe Photoshopを使った写真編集は普通に行われており、現実と虚構を区別することは難しくなりつつある。

#### 倫理規定の文書化
報道写真のデジタル編集使用については、倫理規定の文書化が進んでいる。1991年には、アメリカ合衆国の全米報道写真家協会（NPPA）が写真家に対して「見る者に誤解させたり、主題を誤り伝える可能性のある画像処理をしない」よう、出版される画像の正確さを徹底するための倫理規定を定めた。コンテキストの提供や作為の禁止など主な10項目と補則の7項目であるが、これら規定に違反し、特に出版された写真がデジタル編集によって改竄されていた場合は深刻に受け取られる。

## フォトショッピング

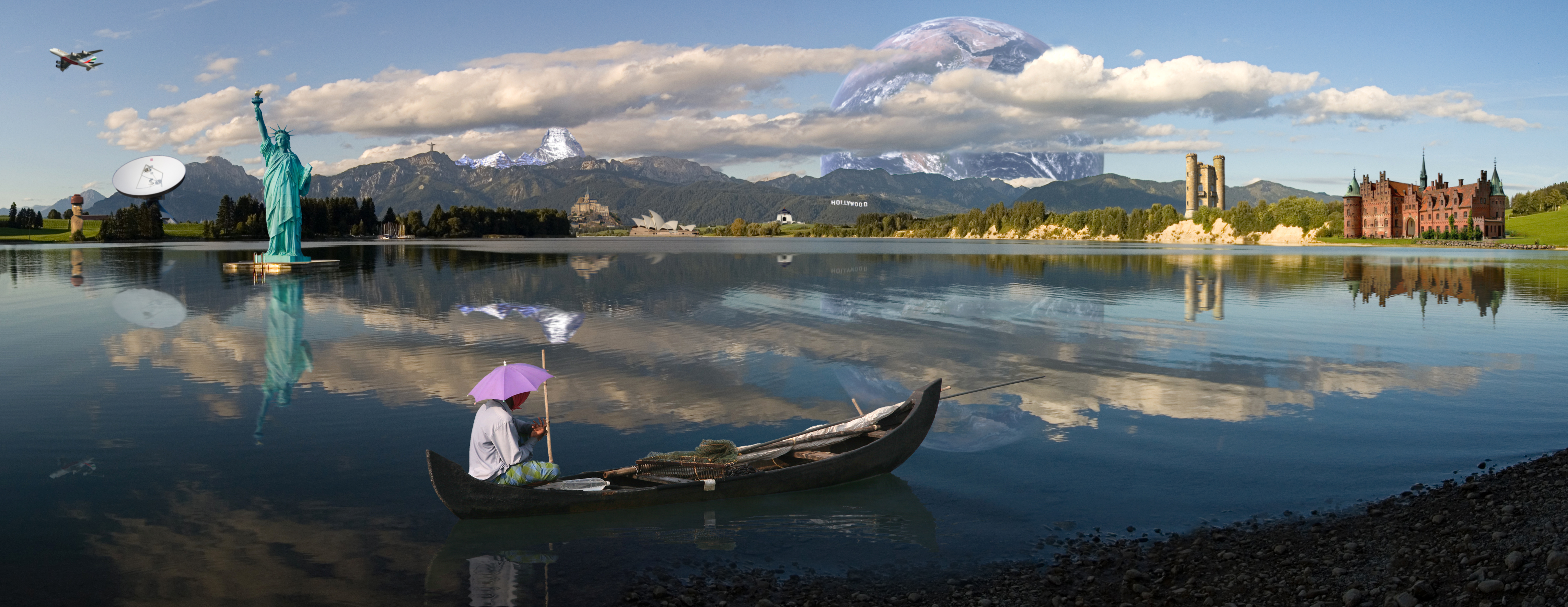
Adobe Photoshopを使用した合成写真。
16枚の写真をデジタル画像として光学合成し、本当の景色であるかのように見せたフォトモンタージュ。

フォトショッピングとは、写真のデジタル編集を指す俗語である。
Adobe Photoshopに由来する用語であるが、同様の画像編集ソフトとしてはコーレル社のPaint Shop Pro、Corel PHOTO-PAINT、フリーソフトのGIMPなどもある。発売元であるアドビはこのような用法を好ましく思っていない。商標の普通名称化を懸念していると思われる。
アドビの思惑に反して「photoshop」は動詞（photoshopping）としても普通に使われるようになり、写真を編集・合成したり、色調を調整することを指すようになっている。
ポップカルチャーでは、「photoshopping」はフォトモンタージュをジョークに使うことと関係付けらることがある。それは例えばfark.comに見られるような画像や『MAD』誌に見られる画像である。フォトショッピングされた画像はミーム的に電子メールなどを媒体として広まっていく。有名な画像としては「サメとヘリコプター」がある。これはナショナルジオグラフィック協会の「Photo of the Year」であるとしてかなり広く流布したが、デマであることが明らかとされた。